# 納達·哈菲茲
納達·哈菲茲（阿拉伯语：‎，1997年8月28日—）是一名埃及女子擊劍運動員，主攻軍刀項目。她曾獲得非洲運動會女子團體軍刀冠軍。她也參加了2016年里約奧運，結果在第一輪被淘汰。

## 外部連結
- FIE （页面存档备份，存于）